# Redding (Kalifornija)
Redding je grad u američkoj saveznoj državi Kalifornija. Prema popisu stanovništva iz 2010. u njemu je živjelo 89.861 stanovnika.